# 조 키니어
조지프 패트릭 "조" 키니어(Joseph Patrick "Joe" Kinnear, 1946년 12월 27일~2024년 4월 7일)는 은퇴한 아일랜드 출신의 축구 선수이자 감독이다. 포지션은 수비수였다.

## 일화
2013년 11월 조 키니어가 뉴캐슬 유나이티드의 회장이었을 때, 충격적인 루머가 기사화되어 많은 화제를 모았다. 바로 조 키니어가 버밍엄 시티의 선수를 영입하기 위해 문의했다가 그 선수가 이미 뉴캐슬 소속이라는 대답을 들어야 했다는 것이었다. 해당 선수는 뉴캐슬 소속으로 버밍엄에 임대된 셰인 퍼거슨이었고 자기 팀 선수를 영입하려 했다는 이유로 조 키니어는 한동안 조롱의 대상이 되었다.